# Бибирево (Ярославская область)
Би́бирево (Биберево) — село в Переславском районе Ярославской области при реке Трубеже.
Постоянное население на 1 января 2007 года — 1 человек.

## История
Первые документальные сведения о Бибереве относятся к 1554 году. В то время оно было дворцовым селом, которое вскоре запустело и было отдано в поместье Болвану Скрипицыну, а затем приказано было в 1580 году передать его Василью Зубову и Петру Трусову.
В 1581 году царь Иван Грозный пожаловал село Биберево Данилову монастырю, во владении которого оставалось до секуляризации 1764 года. В начале XVII столетия оно значительно пострадало от Литовского нашествия.
Церковь существовала здесь уже в начале XVII столетия. В 1690 году здесь построена новая деревянная церковь архистратига Михаила, которая существовала до 1816 года.
В 1816 году на средства прихожан устроен в Бибереве каменный храм с колокольнею. Престолов в этом храме два: в холодном в честь архистратига Михаила, в приделе тёплом в честь Тихвинской иконы Божией Матери.
С 1891 года в Бибереве была школа грамоты.

## Население
| 1859 | 1905 | 1926 | 2007 | 2010 |
| ---- | ---- | ---- | ---- | ---- |
| 279  | ↗297 | ↗336 | ↘1   | →1   |